# Leif Danielsson
Leif Anders Danielsson, född 30 november 1964, är en svensk affärsman, framförallt verksam i Umeå.

## Biografi
Danielssons förmögenhet började enligt hans egen uppgift till Affärsvärlden att byggas upp under 1980-talet och framförallt i decennieskiftet runt 1990 då han lyckades sälja fastigheterna före kraschen och några år senare köpa tillbaks fastigheter igen, då de var billiga. För pengarna han tjänade på detta köpte han aktier i Realia, vilka senare också såldes. Runt millennieskiftet blev Danielsson under några år vd och storägare i det Umeåbaserade, sedermera uppköpta dataspelsbolaget Daydream.

## Affärsverksamhet
Danielsson är känd för sin inblandning i flera omdiskuterade finansaffärer. Den största av dessa var den så kallade CISL-härvan, där CISL-gruppens börsvärde pumpades upp till omkring en miljard varefter huvudpersonerna sålde aktierna innan bubblan sprack. Han är också känd genom sin sponsring av ishockeylaget Björklöven, bland annat 2010 då laget stod inför konkurs.   I april 2013 beskrev Västerbottens-Kuriren Danielsson som en av "Umeås mest förmögna personer", men också en person som stod åtalad för grovt skattebrott. Åtalet lades dock ner senare samma år efter att Högsta Domstolen med en dom beslutat att personer som redan straffats med skattetillägg, såsom Danielsson, inte också kan åtalas för brott i samma ärende. Detta eftersom det i sådana fall skulle bryta mot förbudet mot dubbelbestraffning.

## Granskning och åtal
Tidningen Affärsvärlden gjorde 2007 en kritisk granskning av Leif Danielsson och ett antal andra storaktörer på småbolagslistorna. Ekobrottsmyndigheten fortsatte därefter att granska hans affärer och det hela ledde till att han 2011 åtalades för grovt svindleri och grovt skattebrott. Bevisen gällande svindleri räckte dock inte, vilket ledde till att åtalet under våren 2013 inskränkte sig till enbart grovt skattebrott. Efter en dom i Högsta Domstolen avvisades dock även det åtalet, på grund av förbudet mot dubbelbestraffning.